# Eva Roučka
Eva Roučka (* 31. března 1951 Plzeň) je česká výtvarnice, sochařka a designérka. Věnuje se převážně keramice, ale vytváří i monumentální dřevěné plastiky řetězovou pilou. Je držitelkou řady ocenění.

## Život
Narodila se v Plzni-Hradišti. Vystudovala Výtvarnou školu Václava Hollara a Vysokou školu uměleckoprůmyslovou v Praze, obor keramika a porcelán. V roce 1979 emigrovala do Francie, kde zpočátku působila jako asistentka profesora na ENSAAMA (École Nationale Supérieure des Arts Appliqués et des Métiers d’Art), později pracovala na volné noze. V letech 1979 až 2014 žila a tvořila ve Francii, odkud se v roce 2014 vrátila zpět do Česka, kde nyní tvoří v Břasích na Rokycansku.

## Galerie

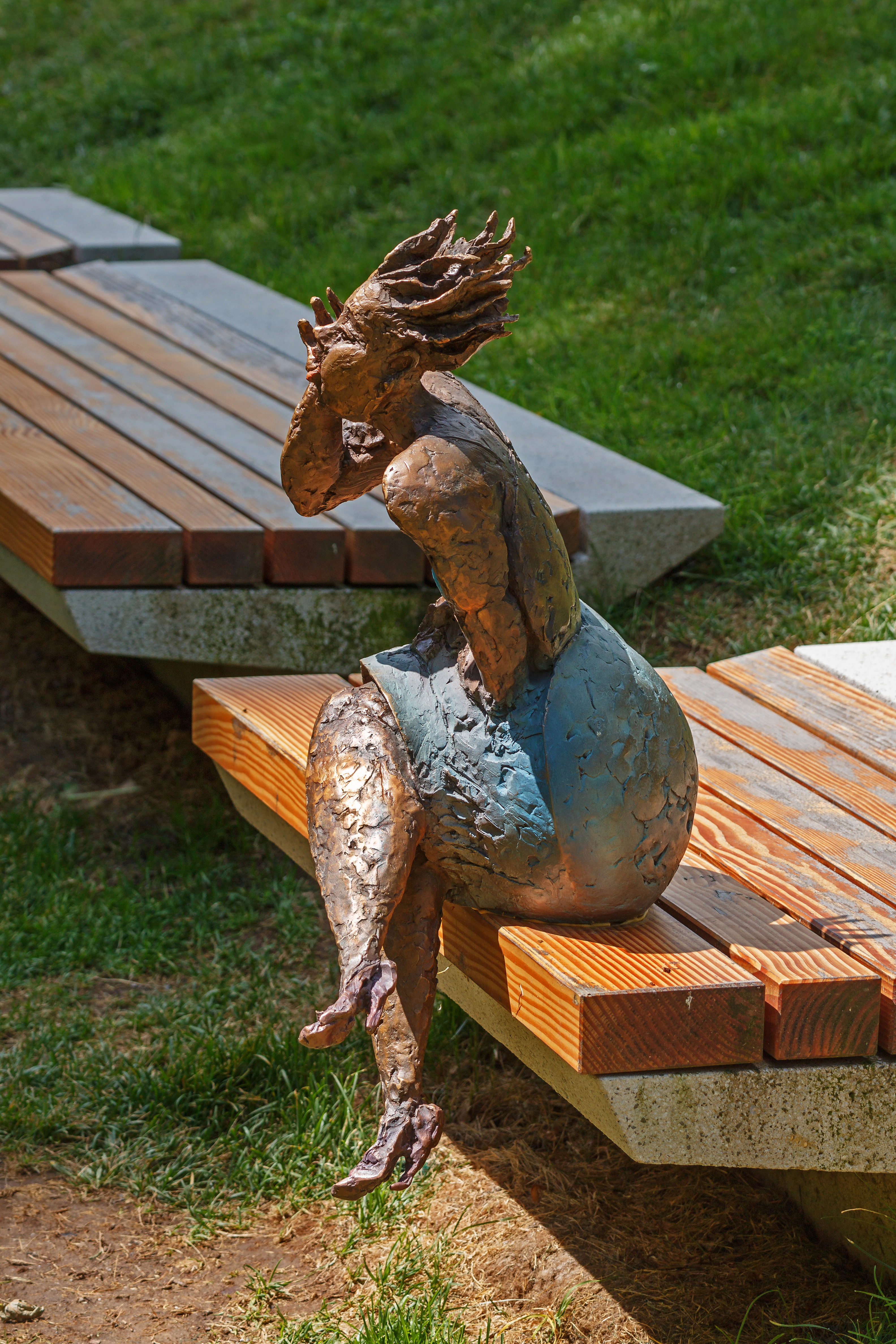
Neuvěřitelné, bronz
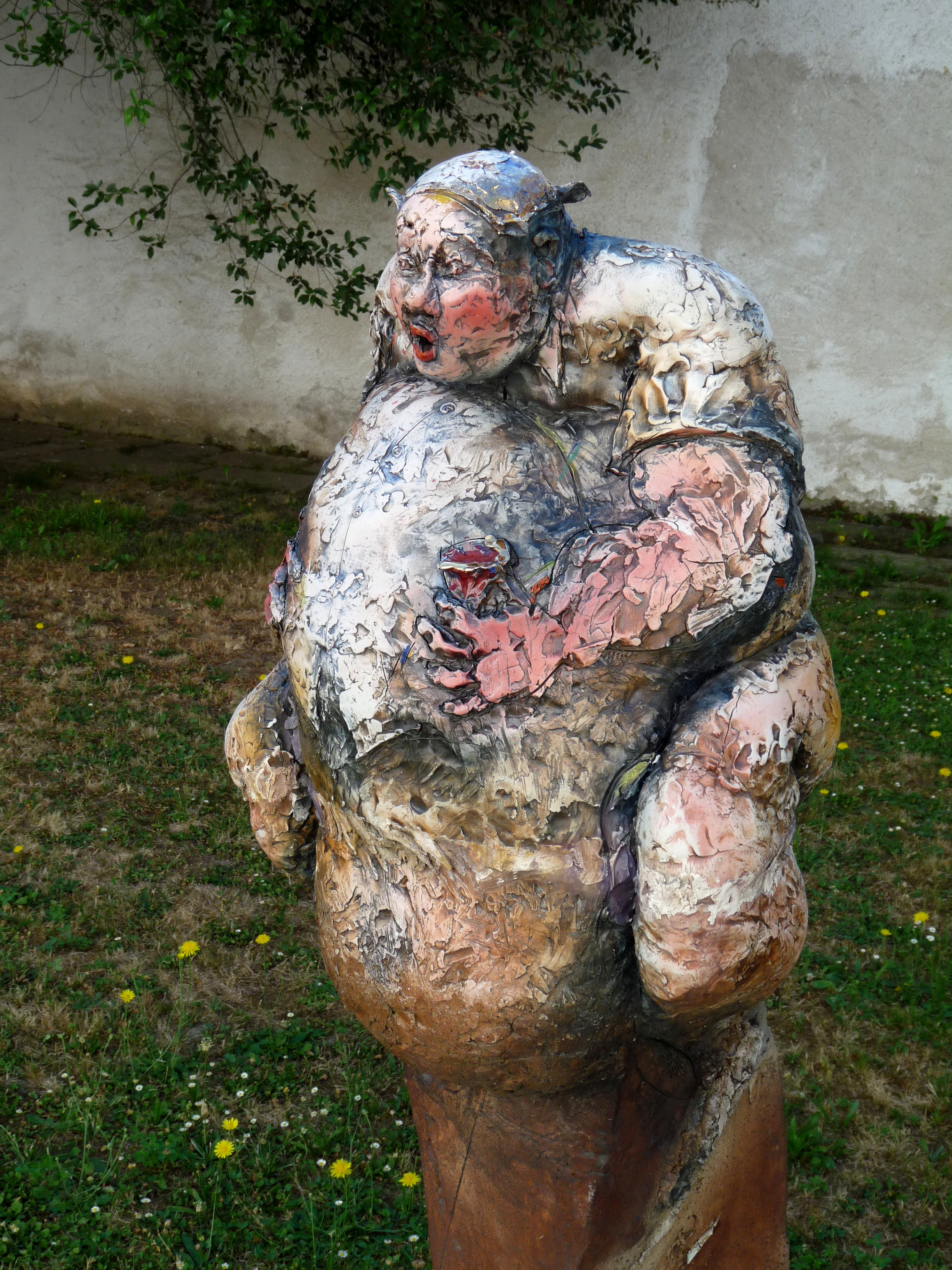
Pepíček u baru
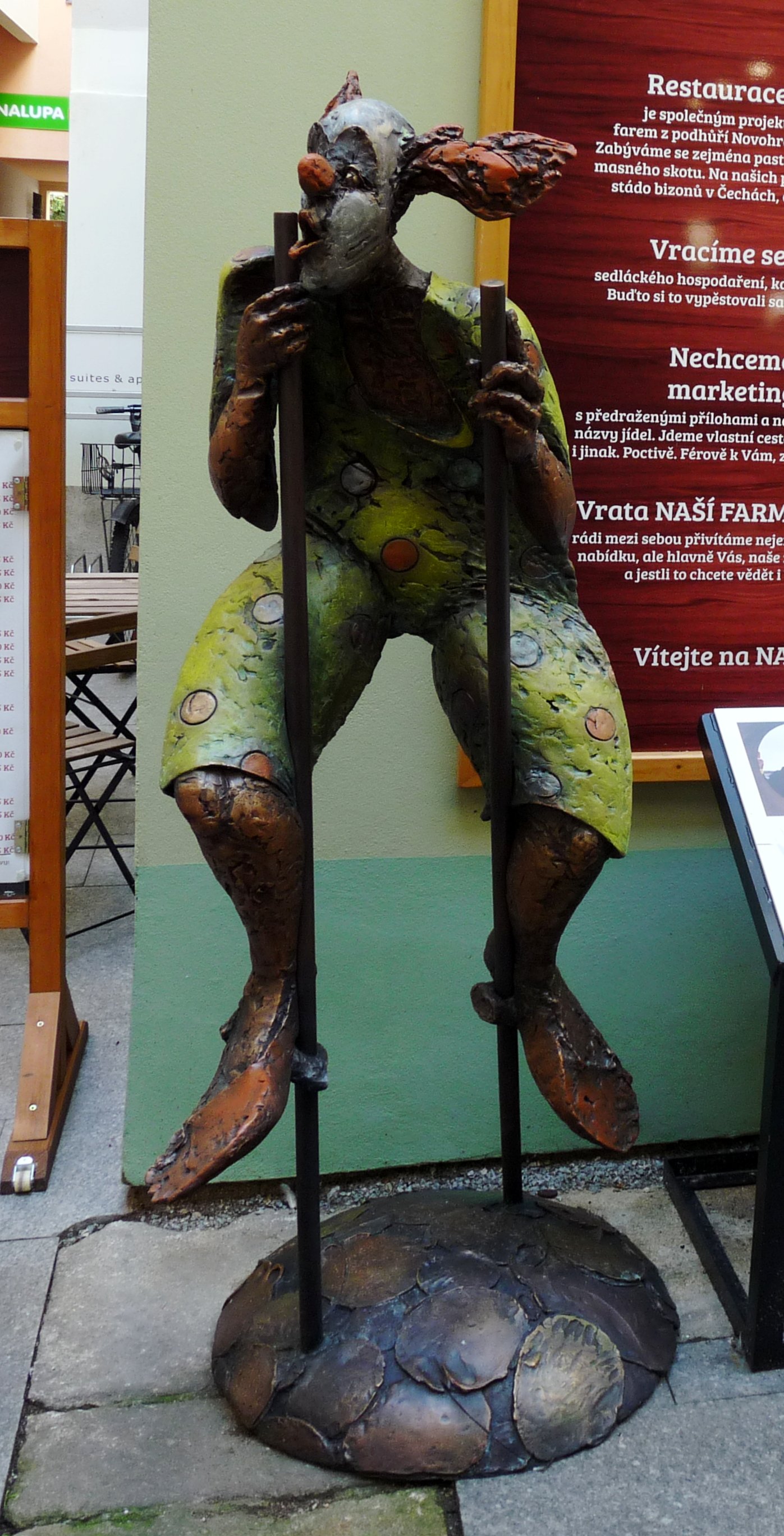
Klaun na chůdách
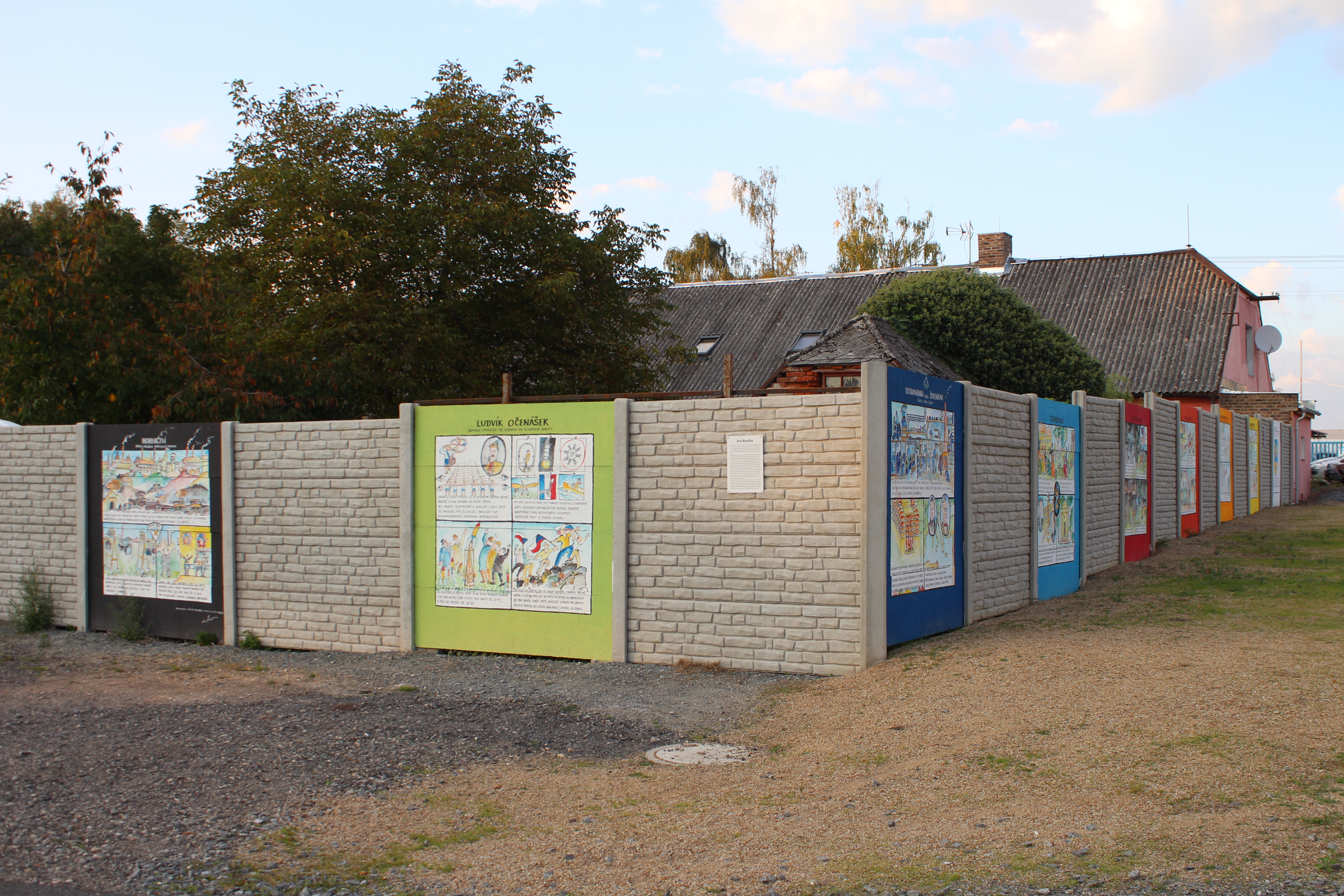
Malovaná zeď, Břasy